# P-P график
График P-P (график вероятности-вероятности или процент-процентный график или график значений P) — график вероятности для оценки того, насколько близко совпадают два набора данных, или для оценки того, насколько близко данные соответствует выбранной статистической модели. График строится на основе двух функций распределения, нарисованных друг напротив друга. Он позволяет оценить насколько подобны или различны положение, разброс и асимметрия двух распределений. Если функции распределения близки, то данные отобразятся около прямой линии. Такое построение аналогично графику Q-Q, который используется для схожих целей, что часто ведёт к путанице между двумя этими понятиями.

## Определение
График P-P отображает две функции распределения относительно друг друга. Для двух функций распределения F и G, построим {\displaystyle (F(z),G(z))}, где z задана от {\displaystyle -\infty } до {\displaystyle \infty .} Поскольку функция распределения всегда имеет областью значений интервал {\displaystyle [0,1]}, область определения параметрического графа равна {\displaystyle (-\infty ,\infty )}, а диапазон значений равен единичному квадрату {\displaystyle [0,1]\times [0,1].} Таким образом, для входного значения z вывод представляет собой пару чисел, указывающих, какая доля от f и какая доля от g приходится на z или ниже z.
Для сравнения используется прямая линия проведённая под углом 45° от (0,0) до (1,1). Распределения равны тогда и только тогда, когда данные попадает на эту линию. В то же время отклонение позволяет легко определить разницу между распределениями. Однако, из-за ошибки выборки даже данные, взятые из одного и того же распределения, не будут выглядеть полностью идентичными.